# Infamia
La infamia, en la cultura de la Antigua Roma, era la degradación del honor civil, consistente en la pérdida, ante la sociedad o incluso legal, de reputación o descrédito en la que caía el ciudadano romano una vez efectuado el censo por parte del magistrado competente (el censor). De esta forma, era tachado como infamis.
Parte importante del estatus de un ciudadano romano era su existimatio, o timbre de orgullo que ostentaba ante la sociedad; y era esta estima en la que la sociedad romana lo tenía la que se veía afectada con el hecho de ser tachado de infame. Si bien la infamia no conlleva un impedimento explícito conforme a derecho, en la práctica limita tácitamente al ciudadano en muchos ámbitos de la vida jurídica y social; no pudiendo por ejemplo, votar en los comicios ni tampoco acceder a los cargos de elección popular o ejercer tutelas o curatelas.
Se distinguían dos tipos de infamia en el derecho romano:
- Infamia iuris: Era aquella que tenía lugar como consecuencia de ser procesado en juicio por haber obrado dolosamente o haber maquinado engaños de manera fraudulenta contra otro.
- Infamia facti: Aquella infamia que se obtiene por el solo hecho de haber realizado un acto contrario a la moral, el orden público y las buenas costumbres, por ejemplo, el caso de la mujer adúltera.

## Judaísmo
- El hijo rebelde cae dentro de la casuística judía Talmud, derivada a su vez del Pentateuco. En la tradición rabínica "el hijo rebelde es aquel que [en la era de la conciencia] bebe vino y come carne juntos [en el mismo bocado]". En la tradición ética es él quien es pecador y se burla de cualquiera. Su castigo corresponde precisamente a los azotes, menos uno... para no enfurecerse descritos nuevamente en el Pentateuco y discutidos en la Torá Oral. Es el hijo del que se dice que es la vergüenza de su madre... De ahí la correlación entre "infamia" y "broma" en el judaísmo.[2]

- En Yiddish el “Juzpah” - (en hebreo) חֻצְפָּה: el Juzpah es un caso más que, alusivamente "después de matar a su padre y a su madre, parece pedir a los jueces que se den cuenta... de que es huérfano..." Esto representa la insolencia al máximo pues ya no hay comparación que pueda sustentar tanto su arrogancia como su descarada necedad. Lo grave sigue siendo que el Juzpah no es en absoluto consciente de su propia mezquindad y suele comportarse como el guía potencial indiscutible de quienquiera que sea la víctima que tiene delante.